# Ziefer Jechiél
Ziefer Jechiél Michóél (? – 1844) zsidó rabbi. Először Lengyelországban működött, majd a magyarországi Cíferbe (a mai Szlovákia területén) került rabbinak. 1820-ban Bécsben jelentek meg talmudi glosszái Chájé Ólom címmel, Derech Chájim kommentárját a kódexhez Pozsonyban adta ki 1837-ben.